# 朝倉かすみ
朝倉 かすみ（あさくら かすみ、1960年8月10日 - ）は、日本の小説家。北海道小樽市出身。本名は朝倉香純。

## 経歴
1960年（昭和35年）8月10日、北海道小樽市出身。北海道札幌手稲高等学校を経て、北海道武蔵女子短期大学教養学科卒業。高校・短大時代は石狩市で過ごす。短大卒業後はさまざまな職を経験し、30歳のとき小説を書き始め、31歳から創作教室に通う。39歳で結婚し40歳でデビューした。
2003年（平成15年）、小説「コマドリさんのこと」で第37回北海道新聞文学賞受賞。2004年（平成16年）、「肝、焼ける」で第72回小説現代新人賞受賞。2009年（平成21年）、「田村はまだか」で第30回吉川英治文学新人賞受賞。2017年（平成29年）、『満潮』で第30回山本周五郎賞候補。2019年（令和元年）、『平場の月』で第32回山本周五郎賞受賞、第161回直木賞候補、第4回北海道ゆかりの本大賞受賞。
北海道テレビ放送（HTB）の番組審議会委員を務めていたことがある。

## 著書

### 小説

#### 長編
- ほかに誰がいる（2006年9月 幻冬舎 / 2008年2月 幻冬舎文庫）
- そんなはずない（2007年6月 角川書店 / 2010年7月 角川文庫）
- 好かれようとしない（2007年11月 講談社 / 2011年2月 講談社文庫）
- ロコモーション（2009年1月 光文社 / 2012年1月 光文社文庫）
- ともしびマーケット（2009年7月 講談社 / 2012年6月 講談社文庫）
- 深夜零時に鐘が鳴る（2009年11月 マガジンハウス / 2019年12月 潮文庫）
- 感応連鎖（2010年2月 講談社 / 2013年2月 講談社文庫）
- とうへんぼくで、ばかったれ（2012年5月 新潮社）
- 幸福な日々があります（2012年8月 集英社 / 2015年8月 集英社文庫）
- てらさふ（2014年2月 文藝春秋 / 2016年8月 文春文庫）
- 遊佐家の四週間（2014年7月 祥伝社 / 2017年7月祥伝社文庫）
- 地図とスイッチ（2014年11月 実業之日本社)
  - 【改題】ぼくとおれ（2020年2月 実業之日本社文庫）
- 乙女の家（2015年2月 新潮社 / 2017年8月 新潮文庫）
- 満潮（2016年12月 光文社）
- ぼくは朝日（2018年11月 潮出版社 / 2021年3月 潮文庫）
- 平場の月（2018年12月 光文社 / 2021年11月 光文社文庫）
- にぎやかな落日（2021年4月 光文社）

#### 短編集
- 肝、焼ける（2005年11月 講談社 / 2009年5月 講談社文庫）
- 田村はまだか（2008年2月 光文社 / 2010年11月 光文社文庫） - 連作短編集
- タイム屋文庫（2008年5月 マガジンハウス / 2019年1月 潮文庫） - 連作短編集
- 夫婦一年生（2008年8月 小学館 / 2010年4月 小学館文庫） - 連作短編集
- エンジョイしなけりゃ意味ないね（2008年11月 幻冬舎 / 2011年8月 幻冬舎文庫）
- 玩具の言い分（2009年5月 祥伝社 / 2012年7月 祥伝社文庫）
- 静かにしなさい、でないと（2009年9月 集英社 / 2012年9月 集英社文庫）
- 声出していこう（2010年8月 光文社 / 2013年8月 光文社文庫） - 連作短編集
- 夏目家順路（2010年10月 文藝春秋 / 2013年4月 文春文庫） - 連作短編集
- 少しだけ、おともだち（2012年10月 筑摩書房 /2016年11月 ちくま文庫）
- わたしたちはその赤ん坊を応援することにした（2015年2月 幻冬舎）
- 植物たち（2015年12月 徳間書店 / 2019年3月 徳間文庫）
- たそがれどきに見つけたもの（2016年2月 講談社 / 2019年10月 講談社文庫）
- 少女奇譚 あたしたちは無敵（2016年6月 KADOKAWA/角川書店 / 2019年10月 角川文庫）

### エッセイ
- ぜんぜんたいへんじゃないです。（2010年3月 朝日新聞出版）

### アンソロジー
※「」内が朝倉かすみの作品
- COLORS（2008年4月 ホーム社 / 2009年10月 集英社文庫） - 「ふかみどりどり」
- utage・宴―北の作家書下ろしアンソロジー Vol.1（2008年10月 柏艪舎） - 「おまえ、井上鏡子だろう」
- 好き、だった。―初めての失恋、七つの話（2010年2月 MF文庫ダ・ヴィンチ） - 「ノベライズ」
- 人はお金をつかわずにはいられない（2011年10月 日本経済新聞出版社） - 「おめでとうを伝えよう!」
- 泥酔懺悔（2012年11月 筑摩書房） - 「無理」
- もう一杯、飲む？（2021年6月 新潮文庫） - 「シネマスコープ」